# Metzels
Metzels là một đô thị thuộc huyện in the Schmalkalden-Meiningen trong bang Thüringen, nước Đức. Đô thị này có diện tích 16,17 km², dân số thời điểm 31 tháng 12 năm 2006 là 679 người.